# KHL (2013/2014)
Sezon KHL 2013/2014 – szósty sezon ligi KHL był rozgrywany na przełomie 2013 i 2014. We wrześniu 2013 nadano hasło edycji rozgrywek, w wyniku konkursu wybrano slogan: Szósty sezon KHL – Twój szósty zmysł.

## Kluby uczestniczące

### Kluby starające się o angaż
Na początku września 2012 roku Aleksandr Miedwiediew oświadczył, że o przyjęcie od sezonu 2013/2014 starają się kluby z Mediolanu (Włochy) i Zagrzebia (Chorwacja). Możliwy jest powrót do rozgrywek zespołu Łada Togliatti, wycofanego z KHL w 2010 roku. Ambicje startu w KHL od 2013 roku ma klub Rubin Tiumeń. W dalszej perspektywie nowymi krajami w lidze byłyby Niemcy i Wielka Brytania.
Pod koniec 2012 roku Miedwiediew potwierdził, że bliskie przyjęcie są chorwacki KHL Medveščak Zagrzeb i włoski Milano Rossoblu. Dodatkowo przedstawiono plan poszerzenia zasięgu ligi na Wschodzie i utworzenie dywizji pacyficznej, skupiającej w zamierzeniu obecnego uczestnika Amur Chabarowsk, jak również klub z Władywostoku i drużyny z Chin, Japonii, Korei Południowej. W styczniu 2013 roku prezydent ligi zapowiedział, że optymalna ilość uczestników to 32 kluby oraz zaanonsował, iż starania o przyjęcie do rozgrywek podjął polski klub z Gdańska, którego trenerem miałby został Wiaczesław Bykow. Jednocześnie starania zmierzające do stworzenia drużyny w KHL prowadzi inicjatywa pod nazwą HC Silesia ze Śląska. 12 lutego 2013 roku przedstawiciele Olivii Gdańsk oficjalnie złożyli wniosek o przyjęcie do KHL. Pod koniec lutego poinformowano o bardziej realnym planie przyjęcia Władywostoku z racji wybudowania nowej hali w mieście, która ostatecznie ma być gotowa na wrzesień 2013 roku. Jednocześnie pojawiły się informacje o staraniach przystąpienia norweskiego klubu Stavanger Oilers. 26 marca 2013 roku przedstawiciele Medveščaka Zagrzeb złożyli wniosek aplikacyjny, zaś do złożenia dokumentów przygotowywał się klub z Mediolanu. W drugiej połowie kwietnia 2013 roku Miedwiediew zapowiedział, że przyjęty zostanie Władywostok, który spełnia wymagania ligi. Jednocześnie prezydent rozgrywek przedstawił plan nowego formatu rozgrywek, w którym 27 zespołów jest podzielonych na 3 dywizje (po 9 klubów): Zachód, Centrum i Syberia. Jest to zamysł podyktowany zamiarem obniżenia kosztów podróży. Każdy z zespołów rozegrałby w rundzie zasadniczej 58 spotkań: pięć z drużynami z dywizji i jeden mecz z innymi rywalami. 27 kwietnia 2013 roku podczas wizyty we Władywostoku Miedwiediew oficjalnie potwierdził przyjęcie do KHL klubu z tego miasta. Jego prezesem został Aleksandr Mogilny, zaś projekt wspierał od początku deputowany z tego regionu, Wiaczesław Fietisow. 29 kwietnia 2013 roku władze ligi podjęły decyzję o przyjęciu klubu KHL Medveščak Zagrzeb od sezonu 2013/2014.

### Uczestnicy
W poprzedniej edycji KHL 2012/2013 brało udział 26 klubów. Do rozgrywek 2013/2014 zostały przyjęte Władywostok (jako nazwę wybrano Admirał Władywostok) i KHL Medveščak Zagrzeb. Ponadto klub Witiaź Czechow przeniósł swoją siedzibę do pierwotnego miasta i od 2013 ponownie nazywa się Witiaź Podolsk. Łącznie w sezonie wystąpi 28 zespołów, wśród których jest 21 klubów rosyjskich, a ponadto reprezentantów ma siedem państw: Białoruś, Łotwa, Kazachstan, Słowacja, Czechy, Ukraina i Chorwacja. Po przyjęciu dwóch nowych klubów obie konferencje skupiały po 14 zespołów. Dokonano korekt w uczestnikach konferencji – Medveščak Zagrzeb został przydzielony do Konferencji Zachód, zaś Primorje Władywostok do Konferencji Wschód. Poza tym Torpedo Niżny Nowogród przesunięto z Zachodu do Wschodu. Ostatecznego podziału strukturalnego w dywizjach i konferencjach władze ligi przedstawiły w komunikacie o kalendarzu sezonu w dniu 17 czerwca 2013 (w ramach reformy skojarzono ze sobą wszystkie drużyny moskiewskie i z obrębu aglomeracji w Dywizji Tarasowa). Władze rozgrywek KHL zorganizowały program wyboru zawodników, których udostępniły wszystkie rosyjskie kluby ligi (poza Łokomotiwem Jarosław) dla nowego klubu z Władywostoku, który spośród zgłoszonych dokonał wyboru 17 czerwca 2013.
| Dywizja            | Klub                       | Miasto             | Rok zał.           | Rok doł.           | Trener                | Kapitan drużyny    | Lodowisko           | Pojemność          |                    |
| Konferencja Zachód | Konferencja Zachód         | Konferencja Zachód | Konferencja Zachód | Konferencja Zachód | Konferencja Zachód    | Konferencja Zachód | Konferencja Zachód  | Konferencja Zachód | Konferencja Zachód |
| ------------------ | -------------------------- | ------------------ | ------------------ | ------------------ | --------------------- | ------------------ | ------------------- | ------------------ | ------------------ |
| Bobrowa            | Dinamo Ryga                | Ryga               | 2008               | 2008               | Artis Ābols           | Sandis Ozoliņš     | Arēna Rīga          | 10 300             |                    |
| Bobrowa            | Donbas Donieck             | Donieck            | 2001               | 2012               | Andriej Nazarow       | Rusłan Fedotenko   | PS Drużba           | 4 130              |                    |
| Bobrowa            | Dynama Mińsk               | Mińsk              | 2004               | 2008               | Ľubomír Pokovič       | Alaksiej Kalużny   | Mińsk-Arena         | 15 000             |                    |
| Bobrowa            | Lev Praga                  | Praga              | 2012               | 2012               | Kari Jalonen          | Jiří Novotný       | Tipsport / O2 Arena | 17 360             |                    |
| Bobrowa            | Medveščak Zagrzeb          | Zagrzeb            | 1961               | 2013               | Mark French           | Alan Letang        | Arena Zagreb        | 16 200             |                    |
| Bobrowa            | SKA Sankt Petersburg       | Petersburg         | 1946               | 1992               | Jukka Jalonen         | Ilja Kowalczuk     | Pałac Lodowy        | 12 300             |                    |
| Bobrowa            | Slovan Bratysława          | Bratysława         | 1921               | 2012               | Rostislav Čada        | Milan Bartovič     | Samsung-Arena       | 10 055             |                    |
| Tarasowa           | Atłant Mytiszczi           | Mytiszczi          | 2005               | 2005               | Aleksiej Kudaszow     | Kanstancin Kalcou  | Mytiszczi Arena     | 7 000              |                    |
| Tarasowa           | CSKA Moskwa                | Moskwa             | 1946               | 1946               | John Torchetti        | Aleksiej Morozow   | PSZ CSKA            | 5 600              |                    |
| Tarasowa           | Dinamo Moskwa              | Moskwa             | 2010               | 2010               | Oļegs Znaroks         | Jurij Babienko     | Megasport / Łużniki | 12 126             |                    |
| Tarasowa           | Łokomotiw Jarosław         | Jarosław           | 1949               | 1987               | Dave King             | Ilja Gorochow      | Arena 2000          | 9 000              |                    |
| Tarasowa           | Siewierstal Czerepowiec    | Czerepowiec        | 1956               | 1989               | Igor Pietrow          | Władimir Antipow   | PL Czerepowiec      | 6 000              |                    |
| Tarasowa           | Spartak Moskwa             | Moskwa             | 1946               | 2007               | Fiodor Kanariejkin    | Dienis Bodrow      | LDS Sokolniki       | 5 000              |                    |
| Tarasowa           | Witiaź Podolsk             | Podolsk            | 2004               | 2005               | Oleg Oriechowski      | Maksim Rybin       | PZ Witiaź           | 5 500              |                    |
| Konferencja Wschód |                            |                    |                    |                    |                       |                    |                     |                    |                    |
| Charłamowa         | Ak Bars Kazań              | Kazań              | 1956               | 1992               | Walerij Biełow        | Ilja Nikulin       | Tatneft Arena       | 10 000             |                    |
| Charłamowa         | Awtomobilist Jekaterynburg | Jekaterynburg      | 2006               | 2009               | Anatolij Jemielin     | Aleksiej Simakow   | KKR Uralec          | 5 500              |                    |
| Charłamowa         | Jugra Chanty-Mansyjsk      | Chanty-Mansyjsk    | 2006               | 2010               | Oleg Dawydow          | Igor Magogin       | Arena Jugra         | 5 500              |                    |
| Charłamowa         | Mietałłurg Magnitogorsk    | Magnitogorsk       | 1950               | 1990               | Mike Keenan           | Siergiej Moziakin  | Ariena Mietałłurg   | 7 700              |                    |
| Charłamowa         | Nieftiechimik Niżniekamsk  | Niżniekamsk        | 1968               | 1995               | Dmitrij Bałmin        | Martin Cibák       | SCC Arena           | 5 500              |                    |
| Charłamowa         | Torpedo Niżny Nowogród     | Niżny Nowogród     | 1947               | 2007               | Pēteris Skudra        | Wadim Chomicki     | PS Związków Zaw.    | 5 500              |                    |
| Charłamowa         | Traktor Czelabińsk         | Czelabińsk         | 1947               | 2006               | Walerij Biełousow     | Konstantin Panow   | Traktor Arena       | 7 500              |                    |
| Czernyszowa        | Admirał Władywostok        | Władywostok        | 2013               | 2013               | Siergiej Swietłow     | Enwer Lisin        | Fietisow Ariena     | 7 500              |                    |
| Czernyszowa        | Amur Chabarowsk            | Chabarowsk         | 1966               | 2006               | Jewgienij Popichin    | Dmitrij Tarasow    | Platinum Arena      | 7 100              |                    |
| Czernyszowa        | Awangard Omsk              | Omsk               | 1950               | 1991               | Jewgienij Kornouchow  | Aleksandr Frołow   | Arena Omsk          | 10 318             |                    |
| Czernyszowa        | Barys Astana               | Astana             | 1999               | 2008               | Ari-Pekka Selin       | Dmitrij Uppier     | PS Kazachstan       | 5 532              |                    |
| Czernyszowa        | Mietałłurg Nowokuźnieck    | Nowokuźnieck       | 1949               | 1992               | Gierman Titow         | Aleksiej Kosourow  | PS Kuźnieck         | 8 040              |                    |
| Czernyszowa        | Saławat Jułajew Ufa        | Ufa                | 1957               | 1992               | Władimir Jurzinow Jr. | Witalij Proszkin   | Ufa Arena           | 8 400              |                    |
| Czernyszowa        | Sibir Nowosybirsk          | Nowosybirsk        | 1962               | 2002               | Dmitrij Kwartalnow    | Aleksiej Kopiejkin | PSZ Sibir           | 7 400              |                    |

Legenda: Rok zał. – rok założenia klubu, Rok doł. – rok dołączenia do KHL, PS – Pałac Sportowy, PSZ – Pałac Sportów Zimowych, PZ – Pałac Zimowy, PL – Pałac Lodowy

## KHL Draft 2013
26 maja 2013 w Doniecku na Ukrainie (tym samym po raz pierwszy poza granicami Rosji) odbędzie się piąty w historii KHL draft młodych zawodników.

## Sezon regularny
Wraz z rozszerzeniem składu ligi o kolejne kluby, władze KHL planowały zwiększenie liczby meczów w sezonie regularnym. Ten plan nie zostanie zrealizowany jeszcze w sezonie 2013/2014 z uwagi na turniej hokeja na Zimowych Igrzyskach Olimpijskich 2014 w Soczi. Władze rozgrywek postanowiły, że każda drużyna rozegra dwa mecze z rywalem ligowym (u siebie i na wyjeździe). Liczba kolejek w sezonie regularnym wynosi 54. Sezon regularny rozpoczął się 4 września 2013, a zakończy 4 marca 2014. W trakcie rundy zasadniczej nastąpi przerwa w dniach do 30 stycznia do 25 lutego 2014, którą zaplanowano z uwagi na przygotowania i przebieg w dniach 6–23 lutego 2014 turnieju na Zimowych Igrzyskach Olimpijskich 2014 w Soczi.

### Puchar Łokomotiwu
4 września 2013 odbyło się szóste w historii spotkanie o Puchar Łokomotiwu (wcześniej i ponownie od 2014 Puchar Otwarcia), w którym rywalizowały drużyny Dinama Moskwa (mistrz KHL) oraz Traktoru Czelabińsk (finalista poprzedniej edycji). Wygrał zespół obrońców tytułu 5:1, a pierwszego gola w sezonie zdobył zawodnik gości, Jegor Dugin.

### Mecz Gwiazd
Szósty w historii Mecz Gwiazd KHL zaplanowano na 11 stycznia 2014; pierwotnie wyznaczono miejsce w czeskiej Pradze w hali O2 Arena, a następnie, we wrześniu 2013 zmieniono lokalizację na słowacką Bratysławę w hali Zimný štadión Ondreja Nepelu. W wyniku głosowania internetowego zostały wybrane pierwsze „piątki” składów na Mecz Gwiazd. Pod koniec grudnia 2013 ustalono ostateczne składy ekip.
W ramach weekendu Gwiazd najpierw przeprowadzono konkurs umiejętności Mistrzów, który wygrała drużyna Zachodu 4:3, po czym odbył się Mecz Gwiazd zakończony zwycięstwem Zachodu 18:16. Kapitanami drużyn byli Ilja Kowalczuk (Zachód) i Siergiej Moziakin (Wschód). Ponadto tradycyjnie zorganizowano mecz weteranów hokeja, w których zmierzyły się drużyny Old Boys Czecho-Słowacji (kapitanem był Dárius Rusnák) i Legendy Rosji (kapitan Aleksandr Jakuszew); wynik meczu 7:8 po dogrywce dla Rosjan.

### Tabela
Tabela zaktualizowana na dzień 5 marca 2014 po zakończeniu rundy zasadniczej.
| Konferencja Zachód |                         |    |    |    |    |    |    |    |         |     |     |
| Dywizja Bobrowa    |                         |    |    |    |    |    |    |    |         |     |     |
| Lp.                | Drużyna                 | M  | Z  | ZD | ZK | PD | PK | P  | Bramki  | +/− | Pkt |
| 1                  | SKA Sankt Petersburg    | 54 | 30 | 1  | 4  | 1  | 4  | 14 | 175-115 | +60 | 105 |
| 2                  | HC Lev Praga            | 54 | 23 | 3  | 9  | 4  | 2  | 13 | 149-107 | +42 | 99  |
| 3                  | Dinamo Ryga             | 54 | 22 | 5  | 6  | 1  | 4  | 16 | 141-122 | +19 | 93  |
| 4                  | KHL Medveščak Zagrzeb   | 54 | 24 | 1  | 3  | 4  | 8  | 14 | 138-126 | +12 | 92  |
| 5                  | CSKA Moskwa             | 54 | 25 | 2  | 5  | 1  | 1  | 20 | 130-118 | +12 | 91  |
| 6                  | Slovan Bratysława       | 54 | 15 | 3  | 6  | 1  | 3  | 26 | 120-160 | -40 | 67  |
| 7                  | Dynama Mińsk            | 54 | 13 | 1  | 3  | 2  | 4  | 31 | 102-161 | -59 | 53  |
| Dywizja Tarasowa   |                         |    |    |    |    |    |    |    |         |     |     |
| Lp.                | Drużyna                 | M  | Z  | ZD | ZK | PD | PK | P  | Bramki  | +/− | Pkt |
| 1                  | Dinamo Moskwa           | 54 | 34 | 2  | 2  | 0  | 5  | 11 | 171-113 | +58 | 115 |
| 2                  | Donbas Donieck          | 54 | 27 | 3  | 4  | 0  | 2  | 18 | 135-99  | +36 | 97  |
| 3                  | Łokomotiw Jarosław      | 54 | 23 | 2  | 3  | 1  | 4  | 21 | 109-103 | +6  | 84  |
| 4                  | Atłant Mytiszczi        | 54 | 19 | 1  | 7  | 2  | 3  | 22 | 123-120 | +3  | 78  |
| 5                  | Siewierstal Czerepowiec | 54 | 20 | 0  | 5  | 2  | 5  | 22 | 128-135 | -7  | 77  |
| 6                  | Spartak Moskwa          | 54 | 12 | 4  | 4  | 2  | 4  | 28 | 105-147 | -42 | 58  |
| 7                  | Witiaź Podolsk          | 54 | 12 | 1  | 5  | 1  | 9  | 26 | 110-147 | -37 | 58  |

| Konferencja Wschód  |                            |    |    |    |    |    |    |    |         |     |     |
| Dywizja Charłamowa  |                            |    |    |    |    |    |    |    |         |     |     |
| Lp.                 | Drużyna                    | M  | Z  | ZD | ZK | PD | PK | P  | Bramki  | +/− | Pkt |
| 1                   | Mietałłurg Magnitogorsk    | 54 | 30 | 3  | 2  | 2  | 6  | 11 | 166-113 | +53 | 108 |
| 2                   | Ak Bars Kazań              | 54 | 26 | 4  | 4  | 1  | 5  | 14 | 139-108 | +31 | 100 |
| 3                   | Torpedo Niżny Nowogród     | 54 | 25 | 2  | 5  | 2  | 3  | 17 | 153-121 | +32 | 94  |
| 4                   | Awtomobilist Jekaterynburg | 54 | 22 | 0  | 7  | 1  | 5  | 19 | 134-125 | +9  | 86  |
| 5                   | Traktor Czelabińsk         | 54 | 18 | 1  | 6  | 2  | 5  | 22 | 126-148 | -22 | 75  |
| 6                   | Jugra Chanty-Mansyjsk      | 54 | 16 | 1  | 3  | 6  | 2  | 26 | 128-166 | -38 | 64  |
| 7                   | Nieftiechimik Niżniekamsk  | 54 | 15 | 2  | 2  | 1  | 3  | 31 | 127-152 | -25 | 57  |
| Dywizja Czernyszowa |                            |    |    |    |    |    |    |    |         |     |     |
| Lp.                 | Drużyna                    | M  | Z  | ZD | ZK | PD | PK | P  | Bramki  | +/− | Pkt |
| 1                   | Barys Astana               | 54 | 26 | 2  | 4  | 2  | 2  | 18 | 182-157 | +25 | 94  |
| 2                   | Saławat Jułajew Ufa        | 54 | 25 | 3  | 3  | 3  | 4  | 16 | 155-140 | +15 | 94  |
| 3                   | Sibir Nowosybirsk          | 54 | 22 | 2  | 5  | 1  | 6  | 18 | 125-117 | +8  | 87  |
| 4                   | Admirał Władywostok        | 54 | 21 | 1  | 4  | 1  | 4  | 23 | 135-129 | +6  | 78  |
| 5                   | Awangard Omsk              | 54 | 17 | 1  | 5  | 2  | 4  | 25 | 136-162 | -26 | 69  |
| 6                   | Mietałłurg Nowokuźnieck    | 54 | 12 | 1  | 1  | 6  | 4  | 30 | 115-170 | -55 | 50  |
| 7                   | Amur Chabarowsk            | 54 | 8  | 1  | 4  | 1  | 10 | 30 | 106-182 | -76 | 45  |

Legenda: Lp. – miejsce, M – mecze, Z – zwycięstwa, ZD – zwycięstwa po dogrywce, ZK – zwycięstwa po rzutach karnych, PD – porażki po dogrywce, PK – porażki po rzutach karnych, P – porażki, Br – bramki, Bl – bilans bramkowy, Pkt – punkty     = zwycięzcy dywizji,     = awans do fazy play-off

### Statystyki indywidualne

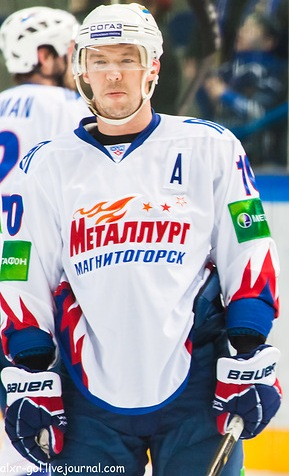
Siergiej Moziakin – najskuteczniejszy zawodnik rundy zasadniczej oraz

Statystyki zaktualizowane na dzień 5 marca 2014 po zakończeniu rundy zasadniczej.
Zawodnicy z pola łącznie
| Gole                             | Gole | Asysty                           | Asysty | Punkty                           | Punkty |
| -------------------------------- | ---- | -------------------------------- | ------ | -------------------------------- | ------ |
| Siergiej Moziakin (Magnitogorsk) | 34   | Jan Kovář (Magnitogorsk)         | 45     | Siergiej Moziakin (Magnitogorsk) | 73     |
| Brandon Bochenski (Barys)        | 28   | Danis Zaripow (Magnitogorsk)     | 39     | Jan Kovář (Magnitogorsk)         | 68     |
| Nigel Dawes (Barys)              | 26   | Siergiej Moziakin (Magnitogorsk) | 39     | Danis Zaripow (Magnitogorsk)     | 64     |
| Danis Zaripow (Magnitogorsk)     | 25   | Jori Lehterä (Sibir)             | 32     | Brandon Bochenski (Barys)        | 58     |
| Jan Kovář (Magnitogorsk)         | 23   | Brandon Bochenski (Barys)        | 30     | Nigel Dawes (Barys)              | 49     |

Obrońcy
| Gole                         | Gole | Asysty                          | Asysty | Punkty                     | Punkty |
| ---------------------------- | ---- | ------------------------------- | ------ | -------------------------- | ------ |
| Deron Quint (Spartak / CSKA) | 13   | Kiriłł Kolcow (Saławat)         | 24     | Kiriłł Kolcow (Saławat)    | 35     |
| Chris Lee (Magnitogorsk)     | 12   | Shaun Heshka (Ak Bars)          | 22     | Juuso Hietanen (Torpedo)   | 32     |
| Kiriłł Kolcow (Saławat)      | 11   | Juuso Hietanen (Torpedo)        | 22     | Chris Lee (Magnitogorsk)   | 31     |
| Dienis Kulasz (Awangard)     | 11   | Jewgienij Miedwiediew (Ak Bars) | 21     | Shaun Heshka (Ak Bars)     | 30     |
| Dmitrij Kalinin (SKA)        | 10   | Ilja Nikulin (Ak Bars)          | 20     | Deron Quint (Spartak/CSKA) | 28     |

Bramkarze
| Skuteczność interwencji (w %)     | Skuteczność interwencji (w %) | Średnia goli straconych (na mecz) | Średnia goli straconych (na mecz) | Mecze bez straty gola                 | Mecze bez straty gola |
| --------------------------------- | ----------------------------- | --------------------------------- | --------------------------------- | ------------------------------------- | --------------------- |
| Emil Garipow (Ak Bars)            | 95,2                          | Emil Garipow (Ak Bars)            | 1,43                              | Wasilij Koszeczkin (Magnitogorsk)     | 9                     |
| Witalij Kolesnik (Łokomotiw)      | 94,6                          | Witalij Kolesnik (Łokomotiw)      | 1,51                              | Curtis Sanford (Łokomotiw)            | 7                     |
| Wasilij Koszeczkin (Magnitogorsk) | 94,0                          | Gieorgij Giełaszwili (Torpedo)    | 1,60                              | Aleksandr Jeriomienko (Dinamo Moskwa) | 6                     |
| Gieorgij Giełaszwili (Torpedo)    | 93,9                          | Petri Vehanen (Lev)               | 1,66                              | Iwan Lisutin (Witiaź)                 | 6                     |
| Mikko Koskinen (Sibir)            | 93,9                          | Mikko Koskinen (Sibir)            | 1,70                              | Michael Leighton (Donbas)             | 6                     |

Pozostałe
| Klasyfikacja +/−                 | Klasyfikacja +/− | Zwycięskie gole                | Zwycięskie gole | Minuty kar                         | Minuty kar |
| -------------------------------- | ---------------- | ------------------------------ | --------------- | ---------------------------------- | ---------- |
| Jan Kovář (Magnitogorsk)         | +46              | Brandon Bochenski (Barys)      | 7               | Jewgienij Artiuchin (SKA)          | 176        |
| Siergiej Moziakin (Magnitogorsk) | +43              | Matt Murley (Medveščak)        | 6               | Maksim Gonczarow (Awangard / CSKA) | 124        |
| Danis Zaripow (Magnitogorsk)     | +42              | Siergiej Płotnikow (Łokomotiw) | 6               | Michaił Pasznin (Łokomotiw)        | 114        |
| Maksim Czudinow (SKA)            | +30              | Wiktor Tichonow (SKA)          | 6               | Branislav Mezei (Witiaź)           | 108        |
| Wiktor Antipin (Magnitogorsk)    | +27              | Chris Lee (Magnitogorsk)       | 6               | Artiom Tiernawski (Admirał)        | 107        |

## Puchar Nadziei
W sezonie 2013/2014 po raz drugi zorganizowano rozgrywkę o Puchar Nadziei. W jej ramach rywalizować będą zespoły, które nie zakwalifikowały się do fazy play-off. Rozgrywkę przewidziano w terminie 7 marca do najpóźniej 8 kwietnia 2014. W dwumeczach między drużynami sumuje się wynik bramkowy i spotkania nie muszą być rozstrzygnięte (mogą kończyć się remisem). Trofeum zdobyła drużyna Awangardu Omsk, po wygraniu trzech meczów z Dynamem Mińsk.
Kwalifikacje
Dynama Mińsk – Slovan Bratysława (1:0, 2:1)

Witiaź Podolsk – wolny los (Spartak Moskwa wycofał się)

Jugra Chany Mansyjsk – Amur Chabarowsk (4:2, 1:1)

Nieftiechimik Niżniekamsk – Mietałłurg Nowokuźnieck (3:1, 2:1)
Ćwierćfinały
Witiaź Czechow – Siewierstal Czerepowiec (2:4, 4:5, 3:2 d., 2:3)

Dynama Mińsk – Atłant Mytiszczi (4:1, 5:0, 2:1 d.)

Nieftiechimik Niżniekamsk – Traktor Czelabińsk (3:2, 0:1, 5:0, 0:1 d.)

Jugra Chany Mansyjsk – Awangard Omsk (5:1, 2:4, 2:8, 1:5)
Półfinały
Siewierstal Czerepowiec – Dynama Mińsk (5:2, 2:3 d., 1:4, 0:3)

Awangard Omsk – Traktor Czelabińsk (3:2 d., 4:2, 4:6, 4:3)
Finał
Dynama Mińsk – Awangard Omsk (0:2, 0:4, 2:3)

## Faza play-off
Etap play-off rozpoczął się 7 marca 2013, a zakończył 30 kwietnia 2013 roku.
15 marca 2014 władze KHL podjęły decyzję, iż „z powodu eskalacji przemocy i porządku publicznego” ukraiński uczestnik tej ligi, Donbas Donieck, nie może rozegrać siódmego meczu pierwszej rundy fazy play-off 17 marca 2014 przeciwko łotewskiej drużynie Dinamo Ryga na swoim obiekcie w Doniecku, w związku z czym wyznaczono neutralne miejsce rozegrania spotkania w stolicy Słowacji, Bratysławie. Później z tych samych powodów władze ligi zastosowały analogiczne postanowienie wobec klubu w kolejnej fazie rozgrywek w rywalizacji Donbas – Lev Praga.
17 marca 2014 wypadek miał autobus wiozący kibiców Torpedo na siódmy mecz play-off do Ufy (w jego wyniku zginęła jedna osoba, a trzy zostały ranne).
Drugie spotkanie drugiej rundy play-off w rywalizacji Lev – Donbas trwał w rekordowo długim wymiarze czasowym (60 minut regulaminowego czasu gry i przeszło trzy tercje dogrywek). Zakończył go gol, którego zdobył zawodnik Doniecka, Andriej Koniew w czwartej dogrywce (czas 126 minut 14 sekunda).

### Rozstawienie
Po zakończeniu sezonu zasadniczego 16 zespołów zapewniło sobie start w fazie play-off. Drużyna Dinama Moskwa uzyskała najlepszy wynik punktowy z wszystkich zespołów w lidze i została nagrodzona Pucharem Kontynentu. Tym samym Dinamo został najwyżej rozstawioną drużyną w Konferencji Zachód. Kolejne miejsce rozstawione uzupełnili mistrzowie dywizji: SKA Sankt Petersburg (Zachód), oraz Mietałłurg Magnitogorsk (pierwsze miejsce w Konferencji Wschód) i Barys Astana (Wschód). Pary ćwierćfinałowe konferencji ustalone zostały według pozycji na liście punktowej w konferencjach – w myśl zasady 1-8, 2-7, 3-6 i 4-5.
| Konferencja Zachód 1. Dinamo Moskwa – mistrz Dywizji Tarasowa i Konferencji Zachód (115 pkt) 2. SKA Sankt Petersburg – mistrz Dywizji Bobrowa (105 pkt) 3. HC Lev Praga (99 pkt) 4. Donbas Donieck (97 pkt) 5. Dinamo Ryga (93 pkt) 6. KHL Medveščak Zagrzeb (92 pkt) 7. CSKA Moskwa (91 pkt) 8. Łokomotiw Jarosław (84 pkt) |  | Konferencja Wschód 1. Mietałłurg Magnitogorsk – mistrz Dywizji Charłamowa i Konferencji Wschód (108 pkt) 2. Barys Astana – mistrz Dywizji Czernyszowa (94 pkt) 3. Ak Bars Kazań (100 pkt) 4. Saławat Jułajew Ufa (94 pkt) 5. Torpedo Niżny Nowogród (94 pkt) 6. Sibir Nowosybirsk (87 pkt) 7. Awtomobilist Jekaterynburg (86 pkt) 8. Admirał Władywostok (78 pkt) |

### Schemat play-off
Po zakończeniu sezonu zasadniczego następuje faza play-off przebiegająca w systemie „pucharowym” o mistrzostwo obu konferencji, a finalnie o zwycięstwo w całych rozgrywkach KHL. Rywalizacja w konferencjach jest toczona w czterech rundach (ćwierćfinały, półfinały i finały konferencji). Drużyny, który zajęły w konferencjach wyższe miejsce w sezonie zasadniczym (1-4), mają przywilej roli gospodarza ewentualnego siódmego meczu w rywalizacji. Przy tym zdobywca Pucharu Kontynentu (w tym wypadku SKA Sankt Petersburg) może być ewentualnie zawsze gospodarzem siódmego meczu. Wszystkie cztery rundy rozgrywane są w formule do czterech zwycięstw według schematu: 2-2-1-1-1 (co oznacza, że klub wyżej rozstawiony rozgrywał w roli gospodarza mecze nr 1 i 2 oraz ewentualnie 5 i 7). Niżej rozstawiona drużyna rozgrywa w swojej hali mecz trzeci, czwarty i ewentualnie szósty.
W razie braku rozstrzygnięcia po regulaminowych 60 minutach meczu, zarządzana była dogrywka aż do uzyskania w niej zwycięskiego gola. W przeciwieństwie do sezonu zasadniczego, dogrywka trwała 20 minut (w sezonie regularnym 5 minut). Brak rozstrzygnięcia w dogrywce skutkował zarządzeniem kolejnych 20 minut (druga dogrywka) itd., aż do wyłonienia zwycięzcy meczu. Tym samym w fazie play-off nie obowiązywało rozstrzygnięcie meczu w drodze rzutów karnych (w sezonie zasadniczym rzuty karne zarządza się w razie braku rozstrzygnięcia po 5-minutowej dogrywce).
|  |                          |                            |                          |                         |   |                       |                         |                       |  |  |                    |                    |                    |  |  |                         |                         |                         |
|  | Ćwierćfinały Konferencji | Ćwierćfinały Konferencji   | Ćwierćfinały Konferencji |                         |   | Półfinały Konferencji | Półfinały Konferencji   | Półfinały Konferencji |  |  | Finały Konferencji | Finały Konferencji | Finały Konferencji |  |  | Finał o Puchar Gagarina | Finał o Puchar Gagarina | Finał o Puchar Gagarina |
|  | Ćwierćfinały Konferencji | Ćwierćfinały Konferencji   | Ćwierćfinały Konferencji |                         |   | Półfinały Konferencji | Półfinały Konferencji   | Półfinały Konferencji |  |  | Finały Konferencji | Finały Konferencji | Finały Konferencji |  |  | Finał o Puchar Gagarina | Finał o Puchar Gagarina | Finał o Puchar Gagarina |
|  |                          |                            |                          |                         |   |                       |                         |                       |  |  |                    |                    |                    |  |  |                         |                         |                         |
|  |                          |                            |                          |                         |   |                       |                         |                       |  |  |                    |                    |                    |  |  |                         |                         |                         |
|  | 1                        | Dinamo Moskwa              | 3                        |                         |   |                       |                         |                       |  |  |                    |                    |                    |  |  |                         |                         |                         |
|  | 1                        | Dinamo Moskwa              | 3                        |                         |   |                       |                         |                       |  |  |                    |                    |                    |  |  |                         |                         |                         |
|  | 8                        | Łokomotiw Jarosław         | 4                        |                         |   |                       |                         |                       |  |  |                    |                    |                    |  |  |                         |                         |                         |
|  | 8                        | Łokomotiw Jarosław         | 4                        |                         |   | 2                     | SKA Sankt Petersburg    | 2                     |  |  |                    |                    |                    |  |  |                         |                         |                         |
|  |                          |                            |                          |                         |   | 2                     | SKA Sankt Petersburg    | 2                     |  |  |                    |                    |                    |  |  |                         |                         |                         |
|  |                          |                            | 8                        | Łokomotiw Jarosław      | 4 |                       |                         |                       |  |  |                    |                    |                    |  |  |                         |                         |                         |
|  | 2                        | SKA Sankt Petersburg       | 8                        | Łokomotiw Jarosław      | 4 | 4                     |                         |                       |  |  |                    |                    |                    |  |  |                         |                         |                         |
|  | 2                        | SKA Sankt Petersburg       |                          |                         |   |                       |                         |                       |  |  |                    |                    |                    |  |  |                         |                         |                         |
|  | 7                        | CSKA Moskwa                | 0                        |                         |   |                       |                         |                       |  |  |                    |                    |                    |  |  |                         |                         |                         |
|  | 7                        | CSKA Moskwa                | 0                        |                         |   | 3                     | Lev Praga               | 4                     |  |  |                    |                    |                    |  |  |                         |                         |                         |
|  | Konferencja Zachód       |                            |                          |                         |   | 3                     | Lev Praga               | 4                     |  |  |                    |                    |                    |  |  |                         |                         |                         |
|  |                          |                            | 8                        | Łokomotiw Jarosław      | 1 |                       |                         |                       |  |  |                    |                    |                    |  |  |                         |                         |                         |
|  | 3                        | Lev Praga                  | 8                        | Łokomotiw Jarosław      | 1 | 4                     |                         |                       |  |  |                    |                    |                    |  |  |                         |                         |                         |
|  | 3                        | Lev Praga                  |                          |                         |   |                       |                         |                       |  |  |                    |                    |                    |  |  |                         |                         |                         |
|  | 6                        | Medveščak Zagrzeb          | 0                        |                         |   |                       |                         |                       |  |  |                    |                    |                    |  |  |                         |                         |                         |
|  | 6                        | Medveščak Zagrzeb          | 0                        |                         |   | 3                     | Lev Praga               | 4                     |  |  |                    |                    |                    |  |  |                         |                         |                         |
|  |                          |                            |                          |                         |   | 3                     | Lev Praga               | 4                     |  |  |                    |                    |                    |  |  |                         |                         |                         |
|  |                          |                            | 4                        | Donbas Donieck          | 2 |                       |                         |                       |  |  |                    |                    |                    |  |  |                         |                         |                         |
|  | 4                        | Donbas Donieck             | 4                        | Donbas Donieck          | 2 | 4                     |                         |                       |  |  |                    |                    |                    |  |  |                         |                         |                         |
|  | 4                        | Donbas Donieck             |                          |                         |   |                       |                         |                       |  |  |                    |                    |                    |  |  |                         |                         |                         |
|  | 5                        | Dinamo Ryga                | 3                        |                         |   |                       |                         |                       |  |  |                    |                    |                    |  |  |                         |                         |                         |
|  | 5                        | Dinamo Ryga                | 3                        |                         |   | Z                     | Lev Praga               | 3                     |  |  |                    |                    |                    |  |  |                         |                         |                         |
|  |                          |                            |                          |                         |   |                       |                         |                       |  |  |                    |                    |                    |  |  |                         |                         |                         |
|  |                          |                            | W                        | Mietałłurg Magnitogorsk | 4 |                       |                         |                       |  |  |                    |                    |                    |  |  |                         |                         |                         |
|  | 1                        | Mietałłurg Magnitogorsk    | W                        | Mietałłurg Magnitogorsk | 4 | 4                     |                         |                       |  |  |                    |                    |                    |  |  |                         |                         |                         |
|  | 1                        | Mietałłurg Magnitogorsk    |                          |                         |   |                       |                         |                       |  |  |                    |                    |                    |  |  |                         |                         |                         |
|  | 8                        | Admirał Władywostok        | 1                        |                         |   |                       |                         |                       |  |  |                    |                    |                    |  |  |                         |                         |                         |
|  | 8                        | Admirał Władywostok        | 1                        |                         |   | 1                     | Mietałłurg Magnitogorsk | 4                     |  |  |                    |                    |                    |  |  |                         |                         |                         |
|  |                          |                            |                          |                         |   | 1                     | Mietałłurg Magnitogorsk | 4                     |  |  |                    |                    |                    |  |  |                         |                         |                         |
|  |                          |                            | 6                        | Sibir Nowosybirsk       | 0 |                       |                         |                       |  |  |                    |                    |                    |  |  |                         |                         |                         |
|  | 2                        | Barys Astana               | 6                        | Sibir Nowosybirsk       | 0 | 4                     |                         |                       |  |  |                    |                    |                    |  |  |                         |                         |                         |
|  | 2                        | Barys Astana               |                          |                         |   |                       |                         |                       |  |  |                    |                    |                    |  |  |                         |                         |                         |
|  | 7                        | Awtomobilist Jekaterynburg | 0                        |                         |   |                       |                         |                       |  |  |                    |                    |                    |  |  |                         |                         |                         |
|  | 7                        | Awtomobilist Jekaterynburg | 0                        |                         |   | 1                     | Mietałłurg Magnitogorsk | 4                     |  |  |                    |                    |                    |  |  |                         |                         |                         |
|  | Konferencja Wschód       |                            |                          |                         |   | 1                     | Mietałłurg Magnitogorsk | 4                     |  |  |                    |                    |                    |  |  |                         |                         |                         |
|  |                          |                            | 4                        | Saławat Jułajew Ufa     | 1 |                       |                         |                       |  |  |                    |                    |                    |  |  |                         |                         |                         |
|  | 3                        | Ak Bars Kazań              | 4                        | Saławat Jułajew Ufa     | 1 | 2                     |                         |                       |  |  |                    |                    |                    |  |  |                         |                         |                         |
|  | 3                        | Ak Bars Kazań              |                          |                         |   |                       |                         |                       |  |  |                    |                    |                    |  |  |                         |                         |                         |
|  | 6                        | Sibir Nowosybirsk          | 4                        |                         |   |                       |                         |                       |  |  |                    |                    |                    |  |  |                         |                         |                         |
|  | 6                        | Sibir Nowosybirsk          | 4                        |                         |   | 2                     | Barys Astana            | 2                     |  |  |                    |                    |                    |  |  |                         |                         |                         |
|  |                          |                            |                          |                         |   | 2                     | Barys Astana            | 2                     |  |  |                    |                    |                    |  |  |                         |                         |                         |
|  |                          |                            | 4                        | Saławat Jułajew Ufa     | 4 |                       |                         |                       |  |  |                    |                    |                    |  |  |                         |                         |                         |
|  | 4                        | Saławat Jułajew Ufa        | 4                        | Saławat Jułajew Ufa     | 4 | 4                     |                         |                       |  |  |                    |                    |                    |  |  |                         |                         |                         |
|  | 4                        | Saławat Jułajew Ufa        |                          |                         |   |                       |                         |                       |  |  |                    |                    |                    |  |  |                         |                         |                         |
|  | 5                        | Torpedo Niżny Nowogród     | 3                        |                         |   |                       |                         |                       |  |  |                    |                    |                    |  |  |                         |                         |                         |
|  | 5                        | Torpedo Niżny Nowogród     | 3                        |                         |   |                       |                         |                       |  |  |                    |                    |                    |  |  |                         |                         |                         |
|  |                          |                            |                          |                         |   |                       |                         |                       |  |  |                    |                    |                    |  |  |                         |                         |                         |

### Ćwierćfinały konferencji
Zachód
Dinamo Moskwa – Łokomotiw Jarosław 3:4 (3:2 d., 2:1, 1:2, 2:3 d., 1:0 d., 0:6, 1:5)

SKA Sankt Petersburg – CSKA Moskwa 4:0 (1:0, 5:1, 2:1 d., 5:4 d.)

Lev Praga – Medveščak Zagrzeb 4:0 (4:3, 5:2, 5:2, 3:2)

Donbas Donieck – Dinamo Ryga 4:3 (5:2, 3:1, 3:7, 4:1, 1:2, 1:2, 3:1)
Wschód
Mietałłurg Magnitogorsk – Admirał Władywostok 4:1 (3:1, 5:3, 3:4 d., 3:2 d., 4:3 d.)

Barys Astana – Awtomobilist Jekaterynburg 4:0 (3:2 d., 5:4 d., 2:1, 2:1)

Ak Bars Kazań – Sibir Nowosybirsk 2:4 (1:3, 3:2 d., 1:7, 6:3, 0:1, 2:3 d.)

Saławat Jułajew Ufa – Torpedo Niżny Nowogród 4:3 (1:3, 0:1, 2:1 d., 4:2, 4:2, 2:6, 2:1)

### Półfinały konferencji
Zachód
SKA Sankt Petersburg – Łokomotiw Jarosław 2:4 (1:0, 4:5 d., 1:4, 6:1, 2:3, 0:2)

Lev Praga – Donbas Donieck 4:2 (5:2, 3:4 d., 3:2 d., 1:3, 3:1, 1:0)
Wschód
Mietałłurg Magnitogorsk – Sibir Nowosybirsk 4:0 (3:2 d., 3:2, 2:1 d., 3:2)

Barys Astana – Saławat Jułajew Ufa 2:4 (2:3 d., 5:2, 2:5, 2:3 d., 2:1, 2:3)

### Finały konferencji
Zachód
Lev Praga – Łokomotiw Jarosław 4:1 (3:0, 2:1, 3:0, 2:3 d., 3:2)
Wschód
Mietałłurg Magnitogorsk – Saławat Jułajew Ufa 4:1 (3:2, 3:2 d., 0:4, 1:0, 1:0 d.)

### Finał o Puchar Gagarina
Mietałłurg Magnitogorsk – Lev Praga 4:3 (0:3, 4:1, 2:3, 5:3, 2:1 d., 4:5 d., 7:4)

### Statystyki indywidualne
Statystyki zaktualizowane na dzień 5 maja 2014 po zakończeniu fazy play-off.
Zawodnicy z pola łącznie
| Gole                             | Gole | Asysty                           | Asysty | Punkty                           | Punkty |
| -------------------------------- | ---- | -------------------------------- | ------ | -------------------------------- | ------ |
| Siergiej Moziakin (Magnitogorsk) | 13   | Siergiej Moziakin (Magnitogorsk) | 20     | Siergiej Moziakin (Magnitogorsk) | 33     |
| Justin Azevedo (Lev)             | 13   | Jan Kovář (Magnitogorsk)         | 18     | Danis Zaripow (Magnitogorsk)     | 26     |
| Danis Zaripow (Magnitogorsk)     | 11   | Danis Zaripow (Magnitogorsk)     | 15     | Jan Kovář (Magnitogorsk)         | 26     |
| Siergiej Końkow (Łokomotiw)      | 8    | Roman Červenka (SKA)             | 11     | Justin Azevedo (Lev)             | 20     |
| Igor Mirnow (Saławat)            | 8    | Siergiej Płotnikow (Łokomotiw)   | 10     | Roman Červenka (SKA)             | 17     |

Obrońcy
| Gole                             | Gole | Asysty                         | Asysty | Punkty                        | Punkty |
| -------------------------------- | ---- | ------------------------------ | ------ | ----------------------------- | ------ |
| Iwan Lekomcew (Sibir)            | 4    | Kiriłł Kolcow (Saławat)        | 9      | Nathan Oystrick (Lev)         | 11     |
| Wiktor Antipin (Magnitogorsk)    | 4    | Mikko Mäenpää (Lev)            | 9      | Mikko Mäenpää (Lev)           | 11     |
| Nathan Oystrick (Lev)            | 4    | Kevin Dallman (SKA)            | 7      | Kiriłł Kolcow (Saławat)       | 10     |
| Iwan Wiszniewski (Saławat)       | 3    | Rinat Ibragimow (Magnitogorsk) | 7      | Wiktor Antipin (Magnitogorsk) | 9      |
| Jarosław Chabarow (Magnitogorsk) | 3    | Nathan Oystrick (Lev)          | 7      | Kevin Dallman (SKA)           | 9      |

Bramkarze
| Skuteczność interwencji (w %) | Skuteczność interwencji (w %) | Średnia goli straconych (na mecz) | Średnia goli straconych (na mecz) | Mecze bez straty gola             | Mecze bez straty gola |
| ----------------------------- | ----------------------------- | --------------------------------- | --------------------------------- | --------------------------------- | --------------------- |
| Iwan Kasutin (Torpedo)        | 94,4                          | Iwan Kasutin (Torpedo)            | 1,53                              | Petri Vehanen (Lev)               | 3                     |
| Alexander Salák (SKA)         | 94,0                          | Ján Laco (Donbas)                 | 1,71                              | Alexander Salák (SKA)             | 2                     |
| Jakub Sedláček (Ryga)         | 93,8                          | Jakub Sedláček (Ryga)             | 1,78                              | Curtis Sanford (Łokomotiw)        | 2                     |
| Ján Laco (Donbas)             | 93,4                          | Curtis Sanford (Łokomotiw)        | 1,92                              | Wasilij Koszeczkin (Magnitogorsk) | 2                     |
| Andriej Wasilewski (Saławat)  | 93,4                          | Alexander Salák (SKA)             | 1,93                              | Atte Engren (Lev)                 | 1                     |

Pozostałe
| Klasyfikacja +/−                 | Klasyfikacja +/− | Zwycięskie gole                  | Zwycięskie gole | Minuty kar                   | Minuty kar |
| -------------------------------- | ---------------- | -------------------------------- | --------------- | ---------------------------- | ---------- |
| Siergiej Moziakin (Magnitogorsk) | +14              | Siergiej Moziakin (Magnitogorsk) | 8               | Ryan O’Byrne (Lev)           | 60         |
| Jan Kovář (Magnitogorsk)         | +12              | Danis Zaripow (Magnitogorsk)     | 4               | Ilja Lubuszkin (Łokomotiw)   | 47         |
| Danis Zaripow (Magnitogorsk)     | +12              | Martin Thörnberg (Lev)           | 3               | Oskar Osala (Magnitogorsk)   | 43         |
| Wiktor Antipin (Magnitogorsk)    | +9               | Teemu Laine (Donbas)             | 2               | Stiepan Zacharczuk (Ak Bars) | 40         |
| Jewgienij Dadonow (Donbas)       | +8               | Jiří Novotný (Lev)               | 2               | Tim Brent (Magnitogorsk)     | 37         |

### Skład triumfatorów
Skład zdobywcy Pucharu Gagarina – drużyny Mietałłurga Magnitogorsk – w sezonie 2013/2014:

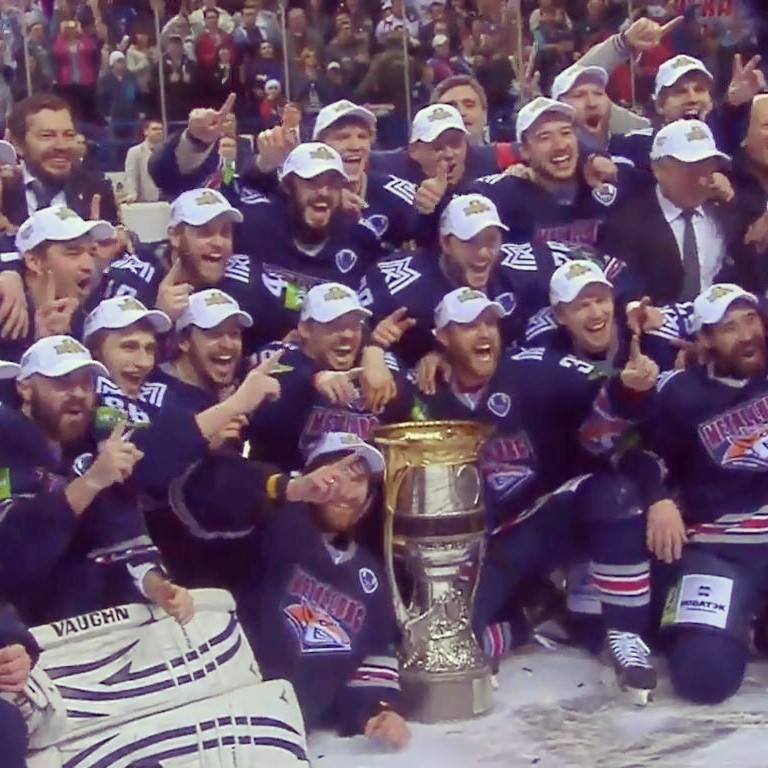
Zawodnicy Mietałłurga z Pucharem Gagarina za sezon 2013/2014

| Szkoleniowiec: - Mike Keenan Bramkarze: - Wasilij Koszeczkin - Aleksandr Pieczurski Obrońcy: - Wiktor Antipin - Jewgienij Biriukow - Jarosław Chabarow - Iwan Gawrilenko - Rinat Ibragimow - Chris Lee - Władimir Maleńkich - Filipp Metluk - Siergiej Tierieszczenko |  | Napastnicy: - Tim Brent - Jewgienij Grigorienko - Michaił Juńkow - Dmitrij Kazionow - Jan Kovář - Jarosław Kosow - Władimir Malinowski - Siergiej Moziakin - Oskar Osala - Francis Paré - Dienis Płatonow – kapitan - Bogdan Potiechin - Anton Szenfield - Jewgienij Timkin - Danis Zaripow |

## Zmiany trenerów
Od początku sezonu pracę w klubach stracili trenerzy: Fin Petri Matikainen (Awangard Omsk), Siergiej Swietłow (Atłant Mytiszczi), Tom Rowe (Łokomotiw), Aleksandr Kitow (Nowokuźnieck), Václav Sýkora (Lev, został asystentem), Władimir Krikunow (Nieftiechimik), Siergiej Szepieliew (Jugra), Alaksandr Andryjeuski (Mińsk), Fin Hannu Jortikka (Admirał), Jurij Leonow (Witiaź), Piotr Worobjow (Łokomotiw), Miloš Říha (Awangard). Po sezonie odeszli Oļegs Znaroks (Dinamo Moskwa), Jewgienij Popichin (Amur), Walerij Biełousow (Traktor), Jukka Jalonen, Jewgienij Kornouchow (Awangard), Dmitrij Kwartalnow (CSKA).

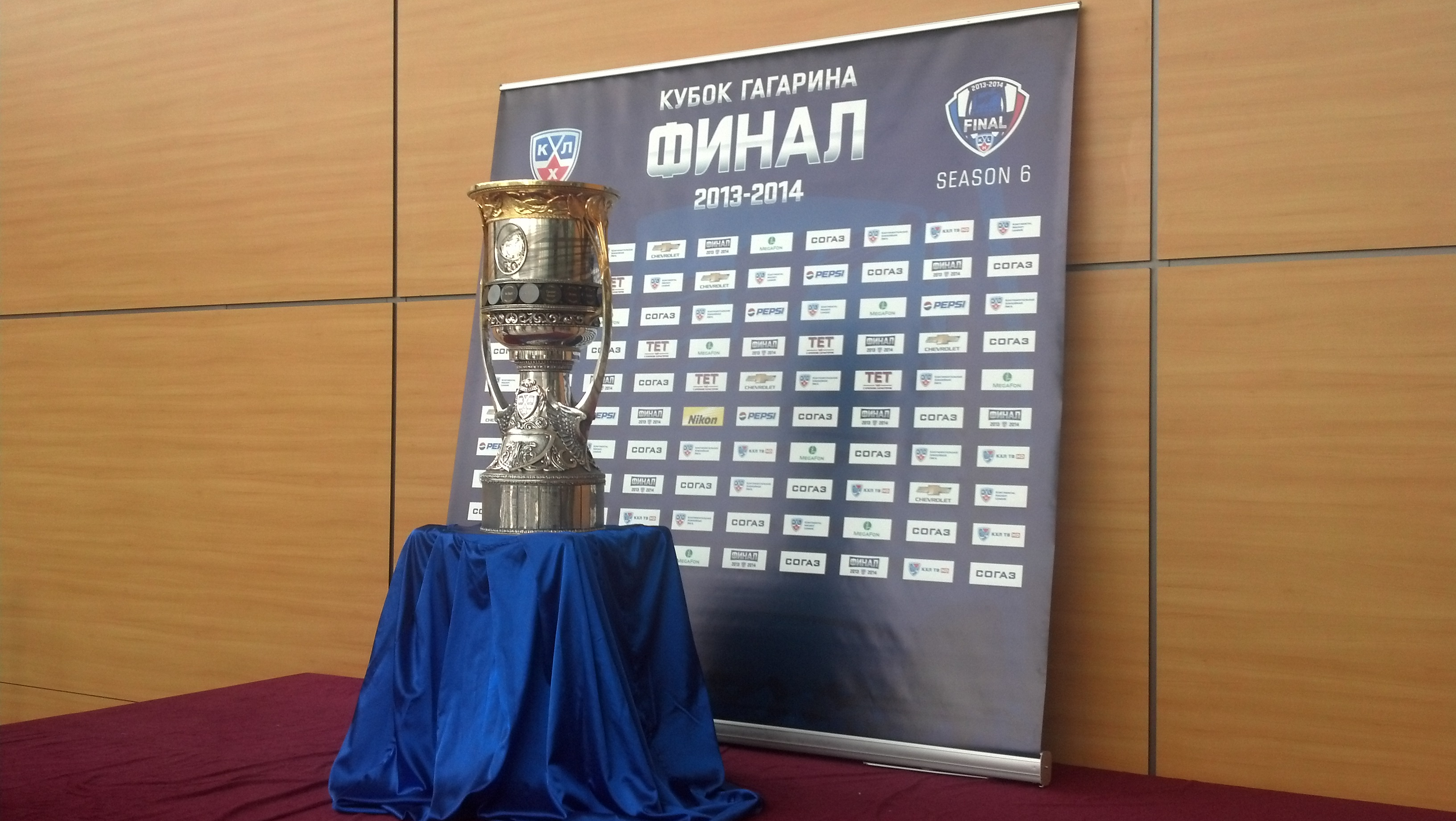
Puchar Gagarina w sezonie 2013/2014

## Nagrody, trofea i wyróżnienia

### Trofea drużynowe
- Puchar Łokomotiwu: Dinamo Moskwa
- Puchar Kontynentu: Dinamo Moskwa
- Puchar Nadziei: Awangard Omsk
- Puchar Gagarina: Mietałłurg Magnitogorsk
- Nagroda Wsiewołoda Bobrowa (dla najskuteczniejszej drużyny w sezonie): Mietałłurg Magnitogorsk (227 goli w 75 meczach – 166 w sezonie regularnym plus 61 w fazie play-off).

### Zawodnicy miesiąca i etapów
Od początku historii rozgrywek były przyznawane nagrody indywidualne w czterech kategoriach odnośnie do pozycji zawodników (bramkarz, obrońca, napastnik oraz pierwszoroczniak) za każdy miesiąc, wzgl. okres w fazie play-off.
| Miesiąc                  | Bramkarz                                                | Obrońca                                                 | Napastnik                                               | Pierwszoroczniak                                        |
| ------------------------ | ------------------------------------------------------- | ------------------------------------------------------- | ------------------------------------------------------- | ------------------------------------------------------- |
| Wrzesień                 | Konstantin Barulin (Ak Bars Kazań)                      | Chris Lee (Mietałłurg Magnitogorsk)                     | Maksim Piestuszko (Dinamo Moskwa)                       | Andriej Wasilewski (Saławat Jułajew Ufa)                |
| Październik              | Barry Brust (KHL Medveščak Zagrzeb)                     | Maksim Czudinow (SKA Sankt Petersburg)                  | Danis Zaripow (Mietałłurg Magnitogorsk)                 | Jarosław Dyblenko (Atłant Mytiszczi)                    |
| Listopad                 | Alexander Salák (SKA Sankt Petersburg)                  | Deron Quint (Spartak Moskwa)                            | Siergiej Moziakin (Mietałłurg Magnitogorsk)             | Andriej Wasilewski (Saławat Jułajew Ufa)                |
| Grudzień                 | Jakub Kovář (Awtomobilist Jekaterynburg)                | Dominik Graňák (Dinamo Moskwa)                          | Brandon Bochenski (Barys Astana)                        | Mark Skutar (Mietałłurg Nowokuźnieck)                   |
| Styczeń                  | Jakub Kovář (Awtomobilist Jekaterynburg)                | Wiktor Antipin (Mietałłurg Magnitogorsk)                | Siergiej Moziakin (Mietałłurg Magnitogorsk)             | Siergiej Szmielow (Atłant Mytiszczi)                    |
| Luty                     | Brak wyboru z uwagi na Zimowe Igrzyska Olimpijskie 2014 | Brak wyboru z uwagi na Zimowe Igrzyska Olimpijskie 2014 | Brak wyboru z uwagi na Zimowe Igrzyska Olimpijskie 2014 | Brak wyboru z uwagi na Zimowe Igrzyska Olimpijskie 2014 |
| Ćwierćfinały konferencji | Curtis Sanford (Łokomotiw Jarosław)                     | Aleksandr Kutuzow (Sibir Nowosybirsk)                   | Teemu Laine (Donbas Donieck)                            | Andriej Wasilewski (Saławat Jułajew Ufa)                |
| Półfinały konferencji    | Wasilij Koszeczkin (Mietałłurg Magnitogorsk)            | Kiriłł Kolcow (Saławat Jułajew Ufa)                     | Roman Červenka (SKA Sankt Petersburg)                   | Andriej Wasilewski (Saławat Jułajew Ufa)                |
| Marzec                   | Curtis Sanford (Łokomotiw Jarosław)                     | Ilja Gorochow (Łokomotiw Jarosław)                      | Siergiej Moziakin (Mietałłurg Magnitogorsk)             | Andriej Wasilewski (Saławat Jułajew Ufa)                |
| Finały konferencji       | Petri Vehanen (HC Lev Praga)                            | Nathan Oystrick (HC Lev Praga)                          | Siergiej Moziakin (Mietałłurg Magnitogorsk)             | Andriej Wasilewski (Saławat Jułajew Ufa)                |
| Puchar Gagarina          | Wasilij Koszeczkin (Mietałłurg Magnitogorsk)            | Wiktor Antipin (Mietałłurg Magnitogorsk)                | Justin Azevedo (Lev Praga)                              | –                                                       |
| Kwiecień                 | Wasilij Koszeczkin (Mietałłurg Magnitogorsk)            | Ondřej Němec (Lev Praga)                                | Siergiej Moziakin (Mietałłurg Magnitogorsk)             | Andriej Wasilewski (Saławat Jułajew Ufa)                |

### Nagrody indywidualne
Podczas uroczystości w dniu 28 maja 2014 wręczono 21 nagród (Nagroda Wsiewołoda Bobrowa oraz indywidualne wyróżnienia).
- Złoty Kij – Najbardziej Wartościowy Gracz (MVP) sezonu regularnego: Siergiej Moziakin (Mietałłurg Magnitogorsk)
- Nagroda dla najskuteczniejszego strzelca sezonu: Siergiej Moziakin (Mietałłurg Magnitogorsk) – 34 goli w sezonie zasadniczym.
- Nagroda dla najlepiej punktującego zawodnika (punktacja kanadyjska): Siergiej Moziakin (Mietałłurg Magnitogorsk) – w sezonie regularnym uzyskał 73 punktów (34 goli i 39 asyst).
- Nagroda dla najlepiej punktującego obrońcy: Kiriłł Kolcow (Saławat Jułajew Ufa) – w sezonie zasadniczym uzyskał 35 punktów (11 goli i 24 asysty).
- Mistrz Play-off – Najbardziej Wartościowy Gracz (MVP) fazy play-off: Siergiej Moziakin (Mietałłurg Magnitogorsk)[106]
- Nagroda „Sekundy” (dla strzelca najszybszego i najpóźniejszego gola w meczu):
  - Aleksiej Tierieszczenko (Ak Bars Kazań) – strzelił bramkę w 12. sekundzie meczu.
  - Andriej Koniew (Donbas Donieck) – w fazie play-off podczas czwartej dogrywki meczu uzyskał gola w 126. minucie 14. sekundzie spotkania Lev-Donbas 21.03.2014.
- Najbardziej Wartościowy Gracz (MVP) Sezonu (dla zawodnika legitymującego się najlepszym współczynnikiem w klasyfikacji „+,-” po sezonie regularnym): Czech Jan Kovář (Mietałłurg Magnitogorsk) – uzyskał wynik +46 w 54 meczach.
- Żelazny Człowiek (dla zawodnika, który rozegrał najwięcej spotkań mistrzowskich w ostatnich trzech sezonach): Maksim Jakucenia (Donbas Donieck) – 213 rozegranych meczów.
- Najlepsza Trójka (dla najskuteczniejszego tercetu napastników w sezonie regularnym): Siergiej Moziakin – 34, Danis Zaripow – 25, Jan Kovář – 23 (Mietałłurg Magnitogorsk) – razem zgromadzili 71 goli.
- Nagroda dla najlepszego pierwszoroczniaka sezonu KHL im. Aleksieja Czeriepanowa: Andriej Wasilewski (Saławat Jułajew Ufa).
- Nagroda za najlepszą bramkarska obrona sezonu (w głosowaniu kibiców): Andriej Wasilewski (Saławat Jułajew Ufa).
- Dżentelmen na Lodzie (dla jednego obrońcy i jednego napastnika – honorująca graczy, którzy łączą sportową doskonałość z nieskazitelnym zachowaniem): kanadyjski obrońca Mat Robinson (Dinamo Ryga, 61 meczów, 29 punktów, 10 goli, 29 asyst, +17 punktów i 14 minut kar) oraz Siergiej Moziakin (Mietałłurg Magnitogorsk, 75 meczów, 106 punktów, 47 goli, 59 asyst, +57 punkty i 16 minut kar).
- Najlepszy Bramkarz Sezonu (w wyniku głosowania trenerów): Wasilij Koszeczkin (Mietałłurg Magnitogorsk).
- Nagroda za Wierność Hokejowi (dla największego weterana hokejowego za jego cenny wkład w sukces drużyny): Alaksiej Kalużny (Dynama Mińsk)
- Złoty Kask (przyznawany sześciu zawodnikom wybranym do składu gwiazd sezonu):
  - Curtis Sanford (Łokomotiw Jarosław) – bramkarz,
  - Ilja Gorochow (Łokomotiw Jarosław) – obrońca,
  - Ondřej Němec (Lev Praga) – obrońca,
  - Siergiej Moziakin (Mietałłurg Magnitogorsk) – napastnik,
  - Danis Zaripow (Mietałłurg Magnitogorsk) – napastnik,
  - Justin Azevedo (Lev Praga) – napastnik.
- Najlepszy Trener Sezonu: Mike Keenan (Mietałłurg Magnitogorsk).
- Nagroda „Wiara w Młodzież” im. „Anatolija Tarasowa” (dla trenerów dających szansę gry obiecującym zawodnikom młodego pokolenia): Mike Keenan (Mietałłurg Magnitogorsk), Władimir Jurzinow (Saławat Jułajew Ufa), Dmitrij Kwartalnow (Sibir Nowosybirsk), Piotr Worobjow i jego następca Dave King (Łokomotiw Jarosław), Jewgienij Kornouchow (Awangard Omsk).
- Nagroda Walentina Sycza (przyznawana prezesowi, który w sezonie kierował najlepiej klubem: Giennadij Wieliczkin (wiceprezydent klubu Mietałłurg Magnitogorsk)).
- Nagroda Władimira Piskunowa (przyznawana najlepszemu klubowemu administratorowi): Boris Ryb (Barys Astana).
- Nagroda Andrieja Starowojtowa (Złoty Gwizdek) (dla najlepszego sędziego sezonu): Łotysz Eduard Odins z Rygi.
- Nagroda Andrieja Zimina (przyznawana najlepszemu lekarzowi): Michaił Nowikow (Mietałłurg Magnitogorsk)
- Nagroda dla najlepszego dziennikarza: Aleksandr Lutikow i Aleksiej Szewczenko
- Nagroda Dmitrija Ryżkowa (dla najlepszego dziennikarza hokejowego): Władimir Diechtiariew (Sport FM).
- Nagroda dla najlepszego komentatora hokejowego: Dmitrij Fiodorow (KHL-TV).
- Tytuł najlepszego kanału telewizyjnego: TV Kupol z Petersburga.

## Ostateczna kolejność
Kolejność została oparta na zdobyczy punktowej z rundy zasadniczej w przypadku klubów, której nie zakwalifikowały się do play-off (nie uwzględnia ich wyników w ramach Pucharu Nadziei) oraz osiągnięcia z fazy play-off o Puchar Gagarina w przypadku 16 zespołów uczestniczących w tej fazie pucharowej.
Kolejność na trzech pierwszych miejscach w rozgrywkach KHL 2013/2014 nie jest tożsama z równoległym przyznaniem medali w ramach mistrzostw Rosji w hokeju na lodzie. Z uwagi na fakt, że do finału KHL dotarła drużyna nierosyjska (Lev Praga), medale mistrzostw Rosji zostały przyznane trzem pierwszym zespołom rosyjskim w sezonie (1. Magnitogorsk, 2. Saławat, 3. Łokomotiw). W związku z powyższym, jeszcze przed końcowym rozstrzygnięciem mistrzostwa KHL w finale o Puchar Gagarina (Magnitogorsk-Praga), już wcześniej 11 kwietnia 2014 byli znani oficjalni medaliści mistrzostwo Rosji 2014.
| Lp. | Drużyna                    |
| --- | -------------------------- |
| 1   | Mietałłurg Magnitogorsk    |
| 2   | HC Lev Praga               |
| 3   | Saławat Jułajew Ufa        |
| 4   | Łokomotiw Jarosław         |
| 5   | SKA Sankt Petersburg       |
| 6   | Donbas Donieck             |
| 7   | Barys Astana               |
| 8   | Sibir Nowosybirsk          |
| 9   | Dinamo Moskwa              |
| 10  | Ak Bars Kazań              |
| 11  | Torpedo Niżny Nowogród     |
| 12  | Dinamo Ryga                |
| 13  | KHL Medveščak Zagrzeb      |
| 14  | CSKA Moskwa                |
| 15  | Awtomobilist Jekaterynburg |
| 16  | Admirał Władywostok        |
| 17  | Atłant Mytiszczi           |
| 18  | Siewierstal Czerepowiec    |
| 19  | Traktor Czelabińsk         |
| 20  | Awangard Omsk              |
| 21  | Slovan Bratysława          |
| 22  | Jugra Chanty-Mansyjsk      |
| 23  | Spartak Moskwa             |
| 24  | Witiaź Czechow             |
| 25  | Nieftiechimik Niżniekamsk  |
| 26  | Dynama Mińsk               |
| 27  | Mietałłurg Nowokuźnieck    |
| 28  | Amur Chabarowsk            |